# Azienda ospedaliero-universitaria Senese
L'Azienda ospedaliero-universitaria Senese di Santa Maria alle Scotte è un'azienda sanitaria del SSRT situata nella città di Siena, il più grande della provincia e tra i maggiori della regione. Essa si trova in località Le Scotte, fuori dalle mura cittadine, nel quartiere di San Miniato.

## Storia

### Il precursore: Santa Maria della Scala (XI secolo- XX secolo)

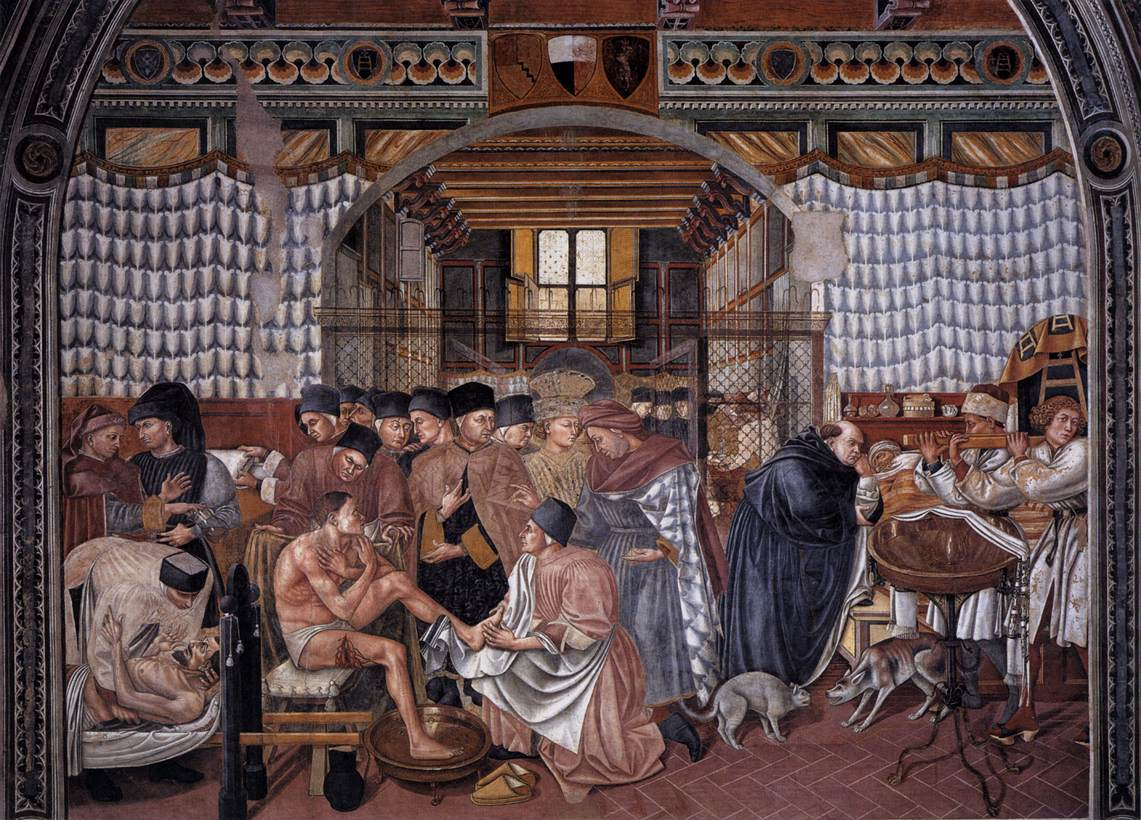
Domenico di Bartolo, Cura degli infermi, affresco presente nel pellegrinaio dell'antico ospedale Santa Maria della Scala

Il primo ospedale senese di cui si hanno notizie certe è quello di Santa Maria della Scala, con documento più antico risalente al 1090. Leggenda vuole, però, che lo Spedale fu fondato da tale Sorore, un calzolaio, che morì nell'898, ciò lo rende il più antico ospedale di Europa e uno dei più antichi al mondo.
Ad ogni modo il complesso di Santa Maria della Scala è senza alcun dubbio il diretto ascendente dell'attuale Policlinico e, nonostante si tratti di strutture diverse, la storia della Scala è utile per capire come e perché si è arrivati al moderno complesso ospedaliero toscano.
Il complesso di Santa Maria della Scala, essendo posto sull'antica via Francigena, nasceva principalmente come xenodochio, per dare ospitalità ai pellegrini che transitavano per la città toscana. Oltre a ciò al suo interno ci si occupava anche di assistenza ai poveri e ai bambini abbandonati, mentre la cura degli infermi era, almeno inizialmente, un'attività piuttosto marginale.
Nel 1240 venne fondata l'Università cittadina, ma l'integrazione tra assistenza sanitaria e studio universitario arriverà solo nel 1599 con la promulgazione degli Ordini e provvisioni sopra il buon governo della Santa Casa di Santa Maria della Scala in Siena, che prevedeva l'ammissione a reparto di undici serventi studenti che svolgessero attività assistenziali. Sebbene essi ricevessero un trattamento economico molto inadeguato, l'esperienza dell'apprendistato pratico gli era utile per integrare le lezioni universitarie, che a quel tempo erano per gran parte teoriche.
Gli studenti che intendevano entrare nell'area della chirurgia dovevano conseguire un esame di licenza dinanzi al Collegio Medico della città, che consisteva nella declamazione di una parte di un trattato. Solo nel 1706 si ebbero degli sviluppi, in quanto si aggiunse, per gli aspiranti chirurghi, la necessità di una frequenza minima di tre anni alle lezioni di anatomia, seppur senza pratica chirurgica. A metà settecento si aggiunsero poi anche degli esami scritti di anatomia, chirurgia teorica e chirurgia pratica.
Nel 1762 si videro i primi sviluppi anche nel campo della psichiatria: i malati di mente che erano tenuti in catene, in quanto considerati pericolosi per gli altri pazienti, vennero trasferiti in un reparto autonomo nel rione di San Marco.

Nel 1774 nasce l'insegnamento di ostetricia, che assumeva così, finalmente, un carattere scientifico.

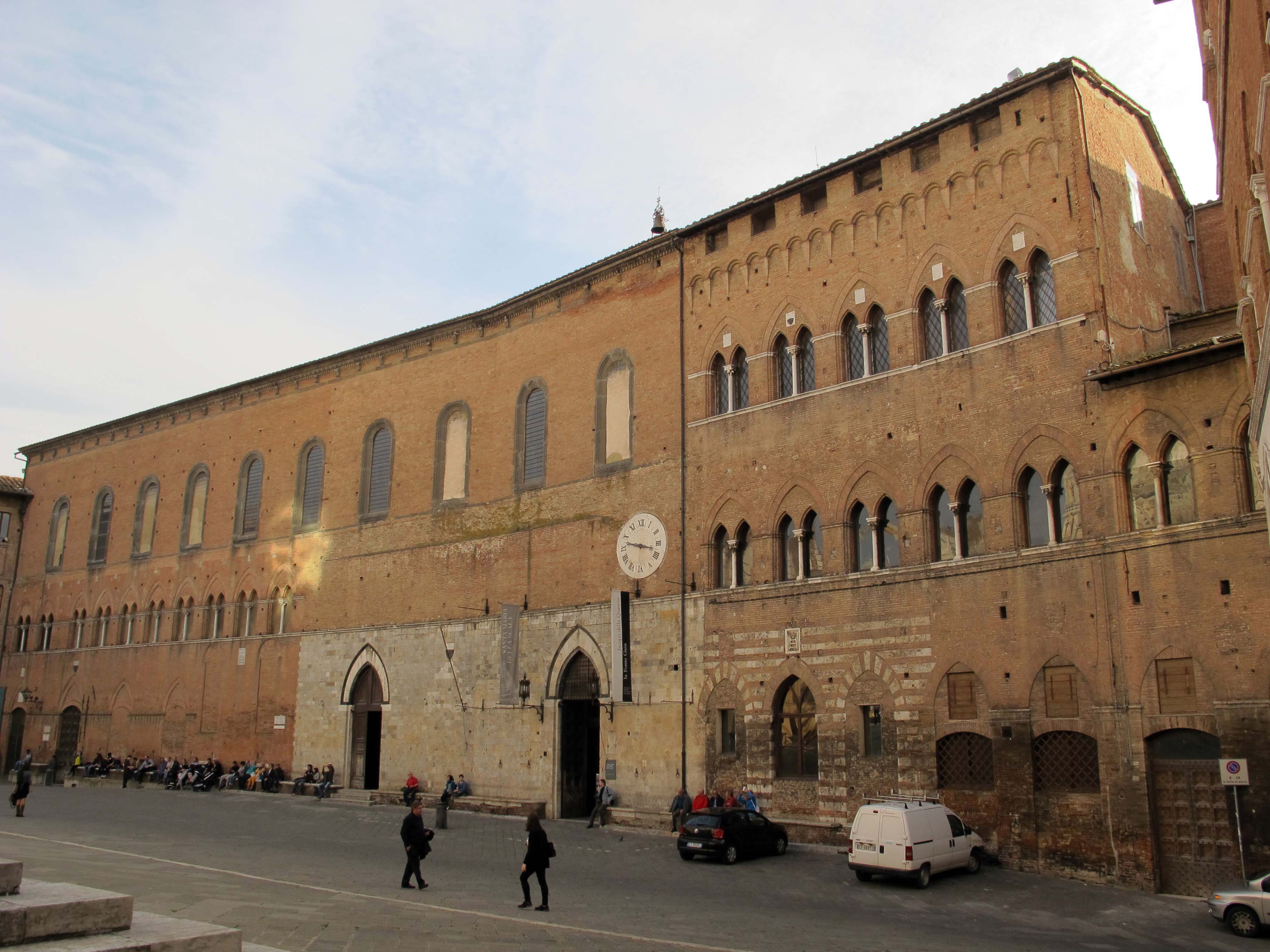
La facciata del vecchio ospedale Santa Maria della Scala, oggi divenuto complesso museale

Tuttavia la medicina e la chirurgia erano ancora discipline ed attività distinte. Presso l'università, infatti, si tenevano le lezioni teoriche di medicina, mentre nel complesso di Santa Maria della Scala si tenevano le esercitazioni pratiche di Anatomia, Chirurgia ed Ostetricia. Solo nel 1840 si sancì l'istituzione della laurea unificata in medicina e chirurgia.

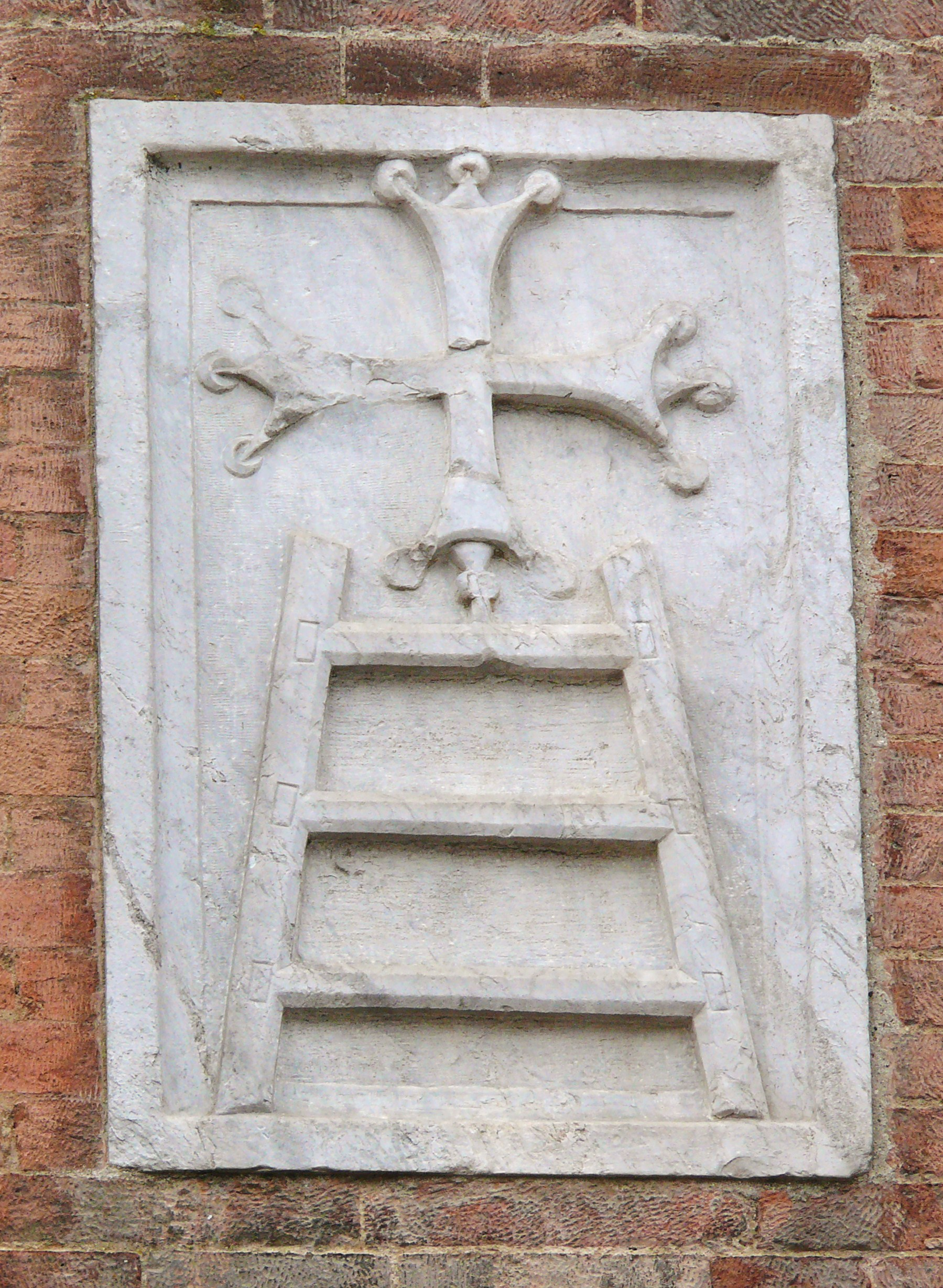
Emblema marmoreo dell'ospedale Santa Maria della Scala

Nel 1884 una convenzione tra ospedale e università attivò cinque cliniche, tra cui anche quella chirurgica. Passarono solo due anni, ed era il 1886 quando Santa Maria della Scala divenne interamente un policlinico universitario per via di una nuova convenzione, la quale portò anche all'apertura, nel 1888, di una scuola per paramedici.
Lo sviluppo delle scienze mediche toccò anche l'ospedale senese, e così nel 1909 si vide l'installazione del primo gabinetto radioscopico e radiografico. Notevole sviluppo ebbero anche importanti unità di supporto come la cucina e la lavanderia.
Nel 1933 nacque la Scuola-convitto per infermiere, al fine di acquisire "una professione molto nobile in grado di offrire una collocazione lavorativa rispondente alle naturali caratteristiche delle donne". La scuola, a numero chiuso, era della durata di due anni e prevedeva il pagamento di una retta mensile. In più le infermiere dovevano rispondere a requisiti fondamentali tra cui una dichiarazione attestante l'indiscussa moralità della donna, oltre a un'età compresa tra i 18 e i 24 anni e il possesso di un diploma di scuola media inferiore. Nel 1958 la Scuola otterrà poi la medaglia d'argento al valor civile da parte dell'Alto Commissariato per l'Igiene e la Sanità Pubblica per via dell'alto standard formativo con cui si presentava in Italia.
Così come durante la prima guerra mondiale, anche nella seconda guerra mondiale l'ospedale senese si occupò della cura dei feriti e dei mutilati. Dopo l'8 settembre 1943, il capo della provincia Giorgio Alberto Chiurco, per preservare le testimonianze artistiche e architettoniche della città, fece in modo che Siena venisse dichiarata "città ospedaliera". Questo atto diplomatico andò a buon fine e cos, Siena non solo garantì assistenza sanitaria per tutta la durata del conflitto, ma riuscì soprattutto nell'obiettivo di evitare la distruzione, anche se non fu risparmiato un bombardamento sulla stazione ferroviaria il 17 gennaio 1944, risultante l'unico evento bellico avvenuto in città.
Santa Maria della Scala è, oggi, un complesso museale tra i più importanti della città. 

### La storia del policlinico Santa Maria alle Scotte

Attuale stemma dell'A.O.U. Senese

L’Azienda Ospedaliera Senese nasce ufficialmente il 1º gennaio 1995 con l’avvio in Toscana della nuova organizzazione sanitaria derivante dal decreto legislativo 502/92. L’attuale organizzazione come Azienda ospedaliero-universitaria Senese è invece legata alla riforma del 1999, con il decreto legislativo 517/99, che disciplina i rapporti fra Servizio Sanitario Nazionale ed Università. Se nel 1995 c’erano 48 reparti di degenza con circa 1000 posti letto, oggi, con un’organizzazione completamente diversa, la riduzione della degenza media e l’applicazione del modello per intensità di cure in alcuni settori, l’ospedale è completamente cambiato: ci sono 9 DAI, Dipartimenti ad Attività Integrata, che integrano le attività di ricerca, didattica e assistenza, articolati in 57 Unità Operative Complesse (i vecchi reparti), 15 Unità Operative Semplici Autonome, per un totale di 612 posti letto al 31/12/2022.
All'interno del policlinico sono accolti ogni giorno oltre cinquemila persone tra dipendenti ospedalieri e universitari, pazienti, visitatori, studenti, fornitori e volontari. Il bacino d’utenza specifico dell’ospedale ha come riferimento, per le attività di base, sui circa 120.000 abitanti dei 17 Comuni della Zona Senese e per le attività specialistiche sui circa 270.000 abitanti della Provincia; la presenza, infine, dei tre dipartimenti universitari che un tempo costituivano la Facoltà di Medicina conferisce all’Azienda Ospedaliera Universitaria Senese una valenza e un bacino d’utenza nazionali e internazionali.
L'ospedale di Santa Maria della Scala di Siena si presentava, a inizio XX secolo, reduce da numerosi lavori di ristrutturazione e ammodernamento, anche in virtù dell'incalzante progresso delle scienze mediche.
Fabio Bargagli Petrucci, scrittore cittadino, a tal proposito scrisse, nel 1905: "Nell'Ospedale di S. Maria della Scala si è speso, credo, quasi mezzo milione in lavori di adattamento che per la scienza moderna non sono mai sufficienti e adatti e si continuerà ogni anno a profondervi inutilmente quel denaro che raccolto in un sol blocco, sarebbe certamente bastato a fare uno Spedale di sana pianta come si richiederebbe ai nostri giorni".
Le parole del Petrucci, infatti, si rivelarono profetiche in quanto, nonostante le nuove tecnologie e i comfort di cui era dotato l'ospedale, questi iniziò a sovraffollarsi e si iniziò a pensare all'acquisizione di nuovi spazi.
Era il 1938 quando venne approvato il progetto di un policlinico completamente nuovo (portando sempre con sé l'eredità del Santa Maria della Scala), ma sfortunatamente lo scoppio della guerra bloccò l'inizio dei lavori. Si cercò poi di ovviare alla situazione del sovraffollamento nell'immediato dopoguerra, trasferendo il reparto di maternità alla Clinica Salus e costruendo un ospedale pediatrico nei pressi di porta Tufi.
L'idea di costruire un nuovo policlinico venne ripresa solo nel 1958, quando un consorzio apposito - formato dall'Università, dall'Amministrazione comunale e dal Monte dei Paschi di Siena - bandì un concorso nazionale per il progetto. Il bando prevedeva la costruzione di una struttura multipiano sul crinale della collina delle Scotte, fuori dalla città ma non troppo lontano dalla stazione ferroviaria, specificando che alcuni reparti particolari (clinica tubercolare, malattie infettive, alloggi del personale) dovessero essere posti in strutture isolate. La tipologia tradizionale a padiglioni era stata abbandonata già nel progetto del 1938, per ragioni economiche e funzionali, in quanto il terreno collinoso avrebbe reso difficili i collegamenti tra i reparti.
A vincere il concorso nazionale furono 4 progetti presentati da ben 9 professionisti. Il Consorzio a quel punto non bandì un concorso di secondo grado per eleggere il vincitore assoluto ma decise di riunire i progettisti in un unico gruppo. I 4 progetti presentati erano inizialmente molto lontani tra loro, ma un'intensa collaborazione portò ad unire le idee che ne erano alla base: nel maggio del 1959 fu così presentato il progetto definitivo.
Con la presentazione del progetto definitivo si nominò uno dei progettisti alla carica di direttore dei lavori. Nel 1962 iniziarono quindi i lavori di costruzione del primo lotto, ma il direttore dei lavori, senza il consenso del Consorzio e dei colleghi progettisti, e d'accordo con la ditta appaltatrice, decise un ampliamento delle opere di sbancamento e di fondazione che causò un notevole aumento dei costi. Questa vicenda non solo interruppe sul nascere la costruzione a causa di un polverone politico, ma causò anche la rescissione del contratto con la ditta appaltatrice e con tutti i progettisti, seppur non tutti coinvolti nell'affare.
Il progetto così, senza subire enormi modifiche, passò nelle mani di un nuovo team di progettisti, riprendendo i lavori definitivamente nel 1970.
Nel 1974, intanto, Santa Maria della Scala aveva quintuplicato il numero dei ricoveri rispetto ai dati di inizio secolo. Fortunatamente, però, nel novembre del 1975 fu già inaugurato il primo lotto delle Scotte e nel 1977 si iniziò la costruzione del secondo lotto, completato poi nel 1984. Nel 1992 venne completata la costruzione del terzo lotto, nel 1996 il quarto lotto e nel 2003 il quinto lotto.
Inoltre nel 1997 è stata completata la costruzione della palazzina del centro direzionale e nel 2003 quella dell'asilo nido - scuola materna per i figli dei dipendenti. Nel 2011 è stato inaugurato il nuovo DEA, Dipartimento Emergenza e Accettazione, dove ha sede il Pronto Soccorso, che accoglie in media ogni anno circa 60.000 pazienti. Il DEA è articolato in 6 piani, si estende su 11.500 m2, è dotato di una shock room e presenta 17 box polifunzionali, di cui uno pediatrico (è attivo un percorso pediatrico dedicato) e due per i codici a bassa priorità.
Nel gennaio 2020 un accordo fra Università degli studi di Siena, regione Toscana e azienda ospedaliera hanno progettato un successivo ampliamento per la costruzione di un nuovo polo didattico e destinare quello già esistente ad attività ambulatoriali. Nel marzo 2023 un accordo tra regione Toscana e Azienda ospedaliera, con un investimento di 298 milioni di euro, ha permesso la messa in moto di opere di modernizzazione e ampliamento della strutto che prevede anche la creazione di una nuova area destinata completamente a raccogliere le attività ambulatoriali.

## I principi dell'azienda ospedaliera
Gli obiettivi e le scelte della politica sanitaria Toscana puntano al miglioramento della salute e del benessere della popolazione, alla soddisfazione e partecipazione del cittadino e pongono al centro dell'azione il cittadino con i suoi diritti.
La Carta dei Servizi rappresenta il patto tra le strutture del SSN e i cittadini e ha l'obiettivo di fornire un'adeguata conoscenza delle attività offerte, di come accedere alle cure, e di favorire il miglioramento della qualità dei servizi.
Le prestazioni dell'Azienda sono improntate ai principi:
- eguaglianza: i servizi sono erogati secondo regole uguali per tutti, senza distinzione di sesso, razza, lingua, ceto, religione, opinioni politiche
- imparzialità: i servizi sono erogati adottando verso gli utenti comportamenti obiettivi, equi e imparziali
- continuità: i servizi sono erogati in maniera continuativa e senza interruzioni, nelle modalità di funzionamento definite da norme e regolamenti nazionali e regionali
- diritto di scelta: l'utente ha diritto di scegliere il soggetto erogatore nell'ambito del servizio sanitario nazionale
- appropriatezza: le prestazioni sono appropriate quando sono al tempo stesso pertinenti rispetto alle persone, circostanze e luoghi, valide da un punto di vista tecnico-scientifico e accettabili sia per gli utenti sia per gli operatori
- partecipazione: ai singoli cittadini e alle associazioni è garantita la partecipazione alla gestione del servizio pubblico nelle modalità descritte nella presente Carta
- efficienza ed efficacia: l'efficienza è la capacità di ottenere i migliori risultati possibili sulla base delle risorse disponibili; l'efficacia è la capacità di raggiungere gli obiettivi prefissati.

## Lotti e strutture
L'azienda ospedaliera è organizzata secondo le seguenti strutture:

### Primo lotto
- Ambulatori, degenze e sale operatorie
- Discharge room
- Servizi di distribuzione di carrozzine
- Servizi di distribuzione di sdraio

### Secondo lotto
- Ambulatori, degenze e sale operatorie
- Bar
- Ristorante
- Edicola
- Banca Monte dei Paschi di Siena
- Parrucchiere uomo/donna

### Terzo lotto
- Ambulatori, degenze
- Economato

### Quarto lotto
- Ambulatori, degenze e sale operatorie
- Bar
- Luoghi di culto

### Quinto lotto
- Laboratori e Ambulatori

### Nuovo DEA
- Pronto Soccorso
- Degenze e sale operatorie
- Posto di polizia

### Lotto didattico
- Ufficio Relazioni con il Pubblico
- Dipartimento di Scienze mediche, chirurgiche e neuroscienze dell'Università degli Studi di Siena
- Biblioteca ospedaliera
- Cappella cattolica
- Stanza del Silenzio
- Obitorio
- Medicina Legale
- Anatomia Patologica
- Farmacologia

### Centro direzionale
- Amministrazione

### Eliporto
- Eliporto
- Parcheggio

## Dipartimenti
A livello clinico, l'organizzazione dei Dipartimenti ad attività integrata è la seguente:

### Dipartimento Cardio-Toraco-Vascolare
- U.O.C. Anestesia e Rianimazione Cardio-toraco-vascolare
- U.O.C. Cardiologia
- U.O.C. Cardiologia interventistica
- U.O.C. Chirurgia del cuore e dei grossi vasi
- U.O.C. Chirurgia toracica
- U.O.C. Chirurgia vascolare
- U.O.C. Terapia chirurgica dell’insufficienza cardiaca e del trapianto di cuore
- U.O.S.A. Broncoscopia diagnostica e interventistica
- U.O.S.A. Malattie cardiovascolari

### Dipartimento Donna e dei Bambini
- U.O.C. Chirurgia oncologica della mammella
- U.O.C. Chirurgia pediatrica
- U.O.C. Diagnosi prenatale e Ostetricia
- U.O.C. Ginecologia
- U.O.C. Pediatria
- U.O.C. Terapia intensiva neonatale
- U.O.S.A. Procreazione Medicalmente Assistita

### Dipartimento Emergenza-Urgenza
- U.O.C. Anestesia e rianimazione DEA, traumi e insufficienze d’organo
- U.O.C. Chirurgia generale e Trapianto di Rene
- U.O.C. Ortopedia
- U.O.C. Ortopedia ad indirizzo traumatologico
- U.O.C. Pronto Soccorso
- U.O.C. Stroke Unit
- U.O.S.A. Cronicità e Fragilità negli anziani
- U.O.S.A. Diagnostica in Emergenza Urgenza
- U.O.S.A. Trapianto di polmone
- U.O.S.A. Radiologia interventistica

### Dipartimento Oncologico
- U.O.C. Chirurgia generale a indirizzo oncologico
- U.O.C. Immunoterapia oncologica
- U.O.C. Medicina nucleare
- U.O.C. Oncologia medica
- U.O.C. Radioterapia
- U.O.C. Senologia

### Dipartimento Salute mentale e organi di senso
- U.O.C. Chirurgia maxillo facciale
- U.O.C. Oculistica
- U.O.C. Odontostomatologia
- U.O.C. Otorinolaringoiatria
- U.O.C. Psichiatria
- U.O.S.A. Chirurgia Tiroidea
- U.O.S.A. Neuropsichiatria infantile
- U.O.S.A. Psicologia

### Dipartimento Scienze chirurgiche
- U.O.C. Anestesia e rianimazione perioperatoria e generale
- U.O.C. Chirurgia plastica
- U.O.C. Urologia
- U.O.S.A. Chirurgia Bariatrica
- U.O.S.A. Medicina Perioperatoria

### Dipartimento Scienze Mediche
- U.O.C. Dermatologia
- U.O.C. Diabetologia e Malattie Metaboliche
- U.O.C. Diagnostica per immagini
- U.O.C. Endocrinologia
- U.O.C. Gastroenterologia ed endoscopia operativa
- U.O.C. Malattie dell’apparato respiratorio
- U.O.C. Malattie infettive e tropicali
- U.O.C. Medicina interna e della complessità
- U.O.C. Medicina interna a indirizzo geriatrico
- U.O.C. Nefrologia, Dialisi e Trapianto
- U.O.C. Reumatologia
- U.O.S.A. Allergologia
- U.O.S.A. Dietetica e nutrizione clinica

### Dipartimento Scienze Neurologiche e Motorie
- U.O.C. Anestesia e rianimazione neurochirurgica
- U.O.C. Clinica neurologica e malattie neurometaboliche
- U.O.C. Neurochirurgia
- U.O.C. Neuroradiologia diagnostica e terapeutica
- U.O.C. Neurologia e neurofisiologia clinica
- U.O.S.A. Neurologia perioperatoria e post-critica

### Dipartimento Terapie cellulari, Ematologia e Medicina di laboratorio
- U.O.C. Anatomia patologica
- U.O.C. Ematologia
- U.O.C. Genetica medica
- U.O.C. Immunoematologia e servizio trasfusionale
- U.O.C. Laboratorio Patologia Clinica
- U.O.C. Laboratorio di assistenza e ricerca traslazionale
- U.O.C. Microbiologia e virologia
- U.O.C. Terapie cellulari e officina trasfusionale